# Vitaby
Vitaby är en tätort i Simrishamns kommun i Skåne län.
Kyrkan ligger i Vitaby kyrkby. Att det finns två byar som heter Vitaby kommer sig av att järnvägsstationen ligger i Vitaby stationssamhälle och kyrkan ligger i Vitaby kyrkby.

## Historia
Stationen uppfördes 1901 sydväst om kyrkbyn när Ystad-Brösarps Järnväg mellan Tomelilla och Brösarp invigdes. Runt stationen växte sedan samhället upp med ett järnvägshotell, en lanthandel (Vitaby lanthandel) samt en fruktindustri tillhörande ICA (tidigare KF). Fram till på 1970-talet fanns det banker, postkontor, bageri, åtskilliga affärer och flera bensinmackar. 

### Befolkningsutveckling
| Befolkningsutvecklingen i Vitaby 1960–2020 | Befolkningsutvecklingen i Vitaby 1960–2020 | Befolkningsutvecklingen i Vitaby 1960–2020 | Befolkningsutvecklingen i Vitaby 1960–2020 | Befolkningsutvecklingen i Vitaby 1960–2020 |
| ------------------------------------------ | ------------------------------------------ | ------------------------------------------ | ------------------------------------------ | ------------------------------------------ |
|                                            |                                            |                                            |                                            |                                            |
| År                                         |                                            |                                            | Folkmängd                                  | Areal (ha)                                 |
| 1960                                       | 1960                                       |                                            | 337                                        |                                            |
| 1965                                       | 1965                                       |                                            | 322                                        |                                            |
| 1970                                       | 1970                                       |                                            | 312                                        |                                            |
| 1975                                       | 1975                                       |                                            | 310                                        |                                            |
| 1980                                       | 1980                                       |                                            | 300                                        |                                            |
| 1990                                       | 1990                                       |                                            | 252                                        | 36                                         |
| 1995                                       | 1995                                       |                                            | 287                                        | 37                                         |
| 2000                                       | 2000                                       |                                            | 271                                        | 37                                         |
| 2005                                       | 2005                                       |                                            | 255                                        | 37                                         |
| 2010                                       | 2010                                       |                                            | 278                                        | 37                                         |
| 2015                                       | 2015                                       |                                            | 351                                        | 90                                         |
| 2020                                       | 2020                                       |                                            | 344                                        | 121                                        |
|                                            |                                            |                                            |                                            |                                            |

## Samhället
Stationen används för museijärnvägen som drivs av Skånska järnvägar. Järnvägshotellet drivs fortfarande. Lanthandeln lades ner i augusti 2016.

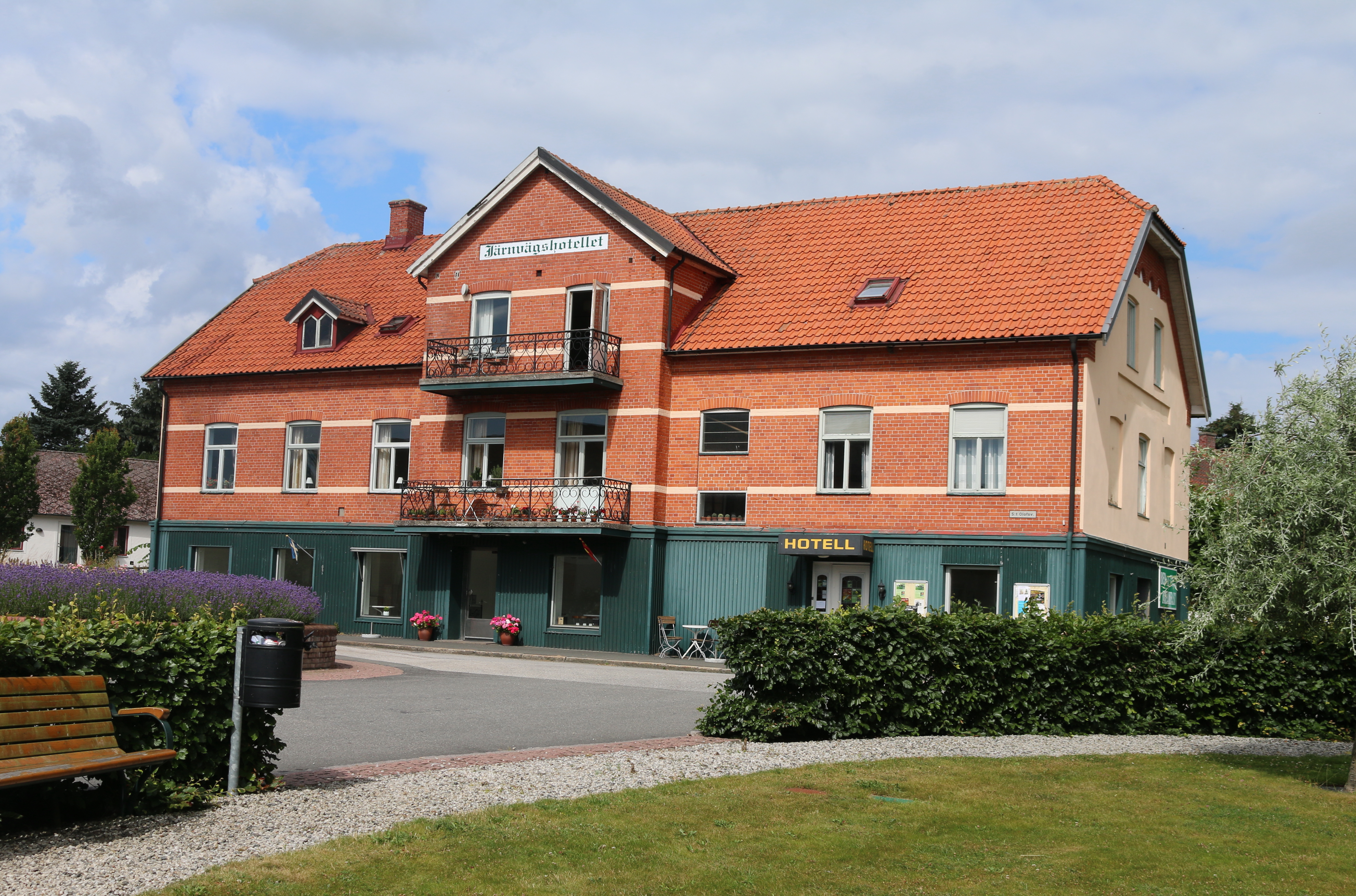
Vitaby Järnvägshotell, byggt 1902.

### Stationen
Stationen i Vitaby invigdes den 18 september 1901 när järnvägen öppnades för trafik.

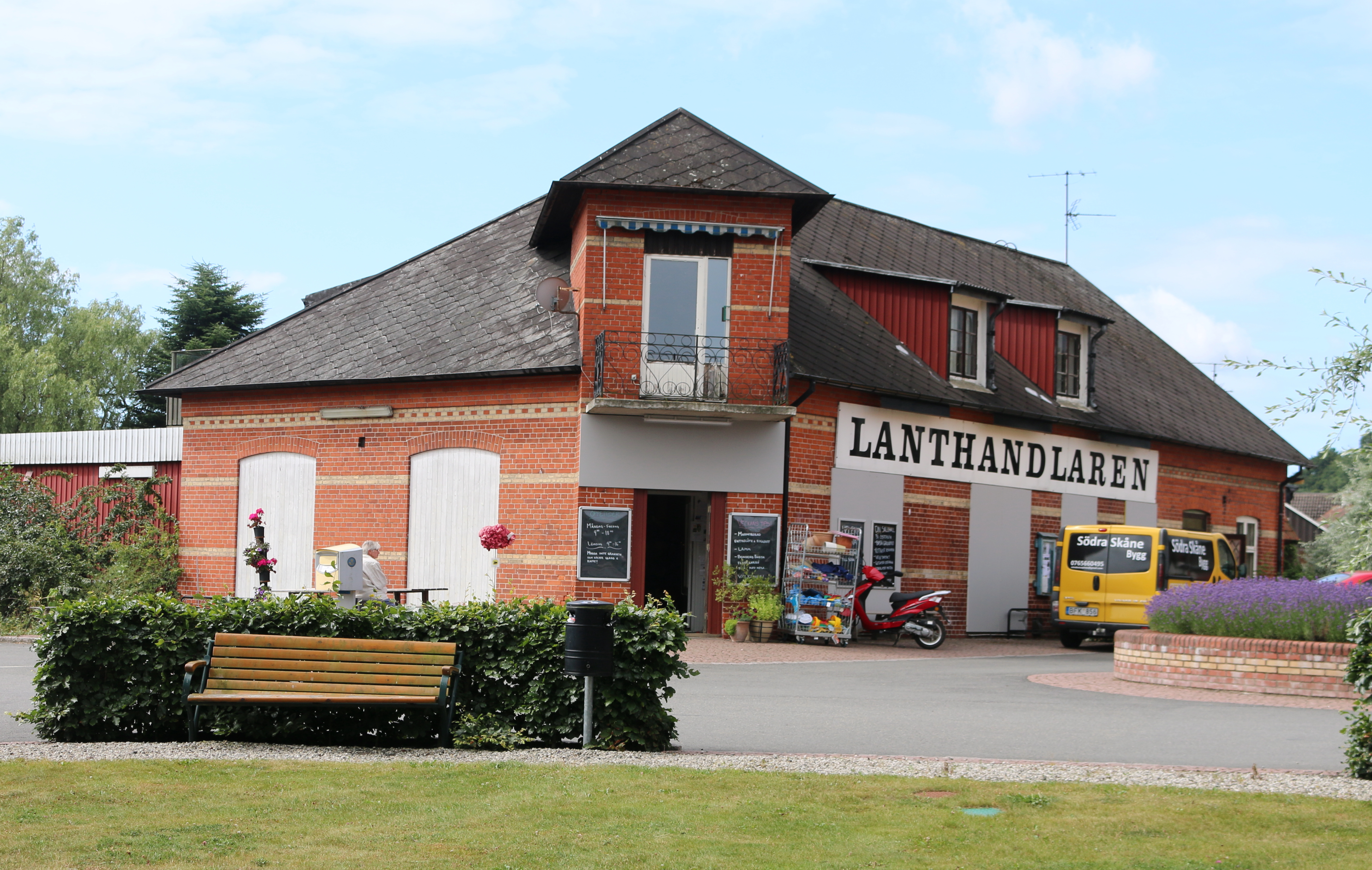
Vitaby lanthandel

### Vitaby lanthandel
Huset där lanthandeln låg byggdes under 1902 och öppnade mot slutet av samma år. Det var handlaren Anders Håkansson i Degeberga som etablerade en filial i Vitaby. Lanthandeln låg därefter på samma plats i över ett sekel. År 2003 fick lanthandeln en ny ägare, den fjärde i dess historia. Den hade då inriktat sig särskilt på charkuteriprodukter. Efter flera år med lönsamhetsproblem stängde butiken den 13 augusti 2016.
Vitaby hade fått en poststation i samband att järnvägen började trafikeras. Postkontoret i Vitaby drogs in den 1 maj 1982, varefter lanthandeln under en tid hade ett så kallat entreprenadpostkontor.
Under en period hade lanthandeln lokal konkurrens från en kooperativ butik. Den drevs från början av en lokal konsumentförening, Vitaby handelsförening, som grundades 1916. Under några år var Vitaby handelsförening en av Sveriges största konsumentföreningar på landsorten sett till omsättning. Under tidigt 1920-tal var Vitabyföreningen dessutom den största konsumentföreningen i Kristianstads län sett till försäljning. Handelsföreningen hade öppnat filialer i Ravlundabro den 1 december 1919 och Kivik 1935. Föreningen uppgick 1964 i Konsum Österlen som året därpå uppgick i Konsumentföreningen Solidar som snart lade ner butiken i Vitaby.

### Fruktpackeriet
Fruktpackeriet i Vitaby byggdes av Kooperativa förbundet. Det invigdes i september 1962 och hade då kapacitet för 40 ton frukt om dagen. Ett tidigare kooperativt fruktpackeri, också i Vitaby, hade byggts av KF 1952. Senare drevs packeriet av Österlens fruktpackeri som levererade till Ica. Sommaren 2011 togs packeriet över av företaget Elsanta och dess dotterbolag Fruktodlarna i Sverige.

### Bankväsende
Södra Mellby, Vitaby och Sankt Olofs sparbank grundades 1910 och hade bland annat kontor i Vitaby. År 1968 gick banken ihop med Simrishamn-Tomarps sparbank för att bilda Österlens sparbank. Kontoret i Vitaby behölls men lades sedermera ner. Vitaby har också haft en jordbrukskassa, Vitabyortens jordbrukskassa.
Köpmannabanken öppnade kontor i Vitaby år 1918. Denna banks kontor i Vitaby övertogs 1921 av Skånska banken. Skånska banken lade ner kontoret 1971.

## Evenemang
Varje år i mitten av maj hålls Vitaby marknad på torget. Det är den första skånska sommarmarknaden.

## Idrott
Vitaby hade först ett eget lag i seriespel men 1974 beslutade man att gå ihop med grannbyn Ravlunda IF:s lag. Det nya namnet blev Ravi IF.